# Zápara
Gli Zápara (o Záparos o Sápara) sono una tribù indigena della giungla amazzonica tra il confine di Ecuador e Perù. Un tempo occupavano 12.000 miglia quadrate tra il fiume Napo e il fiume Pastaza.

## Cultura
All'inizio del XX secolo vi erano circa 200.000 Zapara. Mangiavano pesce pescato dai fiumi vicino ai loro villaggi e, usando cerbottane e dardi, cacciavano tapiri, pècari, quaglia e curassow. Non cacciavano le scimmie ragno, perché essi credevano che fossero loro antenati. Le richieste di caucciù nel XX secolo causarono la distruzione di parte della foresta in cui questi indigeni abitavano, e la gente venne resa schiava: gli uomini dovevano coltivare e raccogliere la gomma, mentre le donne venivano stuprate e costrette a prostituirsi. 

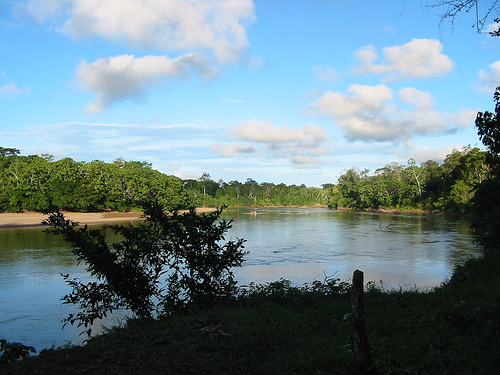
Il Rio Curaray

Il numero dei componenti è diminuito considerevolmente, al punto che ai giorni nostri rimangono 350 persone di questo gruppo etnico, e pochi di esse parlano la loro lingua nativa. LA maggioranza parla Quichua, mentre alcuni parlano una lingua mista composta da Quichua e Záparo. Nel 2001 la popolazione contava solo 350 individui, 250 in Ecuador e 100 in Perù, di cui solo quattro, tutti di età sopra i 70 anni, parlano la lingua Záparo fluentemente. L'UNESCO ha dichiarato la lingua Záparo come uno dei "Patrimoni orali e immateriali dell'umanità" lo stesso anno.